# Giovanni Macías
Giovanni Macías (Ribera del Fresno, 2 marzo 1585 – Lima, 16 settembre 1645) è stato un religioso spagnolo dell'Ordine Domenicano. Beatificato da papa Gregorio XVI nel 1837, è stato proclamato santo da papa Paolo VI nel 1975.

## Biografia
Nacque a Ribera del Fresno, nella regione spagnola dell'Estremadura, il 2 marzo 1585. Rimasto orfano, visse presso gli zii dedicandosi alla pastorizia. Nel 1619 partì per il Perù e a Lima entrò come frate coadiutore tra i domenicani del convento di Santa Maria Maddalena, prendendo i voti il 23 gennaio 1623.
Pur svolgendo le mansioni di portinaio, esercitò al meglio il carisma della carità, creando ospedali e orfanotrofi a Quito, Bogotà e Cusco, seguendo l'esempio del confratello e amico Martino de Porres. Entrambi ricevettero doni mistici e furono beatificati nel 1837 da papa Gregorio XVI.
Morì il 16 settembre 1645 e le sue spoglie si trovano nella basilica del Santo Rosario di Lima, insieme a quelle di san Martino de Porres e di santa Rosa da Lima.
Canonizzato da papa Paolo VI il 28 settembre 1975 (grazie al riconoscimento del miracolo del riso di Olivenza), viene ricordato il 16 settembre, mentre l'Ordine Domenicano e la città di Lima lo ricordano il 18 settembre.